# Podiomitra ostracotarsata
Podiomitra ostracotarsata är en tvåvingeart som beskrevs av Marshall och Rohacek 2003. Podiomitra ostracotarsata ingår i släktet Podiomitra och familjen hoppflugor.
Artens utbredningsområde är Costa Rica. Inga underarter finns listade i Catalogue of Life.